# Грб Акерсхуса
Грб Акерсхуса је званични симбол норвешког округа Акерсхуса. Грб је званично одобрен краљевском резолуцијом од 11. децембра 1987. године.

## Опис грба
Грб је представљен сребреним степенастим дијагоналама које се спајају, на плавом пољу. Степенасте дијагонале представљају Акерсхушки дворац где неколико зграда унутар тог комплекса имају баш такав изглед. Дворац је некад био седиште гувернера округа Акерсхуса. 
Грб је дизајнирао Фини Фагерли.